# 三浜村 (静岡県小笠郡)
三浜村（みはまむら）は静岡県の西部、城東郡・小笠郡に属していた村である。
現在の掛川市南東部、菊川河口左岸域（菊川と村域は接していない）にあたる。

## 歴史
- 1889年（明治22年）4月1日 - 町村制の施行により、浜野村、浜川新田村、浜野新田村が合併して城東郡三浜村が発足。
- 1896年（明治29年）4月1日 - 郡制の施行により所属郡が小笠郡に変更。
- 1942年（昭和17年）6月1日 - 三俣村と合併して睦浜村が発足。同日三浜村廃止。

## 交通

### 鉄道路線
- 中遠鉄道（のちの静岡鉄道駿遠線、1967年廃止）
  - 谷口駅

### 道路
呼称は現在のもの。
- 国道150号
- 静岡県道69号相良大須賀線
- 静岡県道38号掛川大東線